# SN 2005mp
SN 2005mp – supernowa typu Ia odkryta 24 listopada 2005 roku w galaktyce A010445+0003. W momencie odkrycia miała maksymalną jasność 22,30m.